# Shoichi Funaki
Shoichi (Sho) Funaki (船木勝一) (nascido a 24 de Agosto de 1968 em Tóquio, Japão) é um wrestler profissional japonês, mais conhecido por seu trabalho na WWE, no programa SmackDown. Funaki vive em San Antonio, Texas.
É conhecido na WWE também pelos como apresentador. Ganhou até agora dois títulos, o título de pesos médios e o título hardcore.

## Carreira

### World Wrestling Federation/Entertainment (1998-2010)
Em Março de 1998, Funaki juntamente com Teioh e Togo, entraram para a WWF. Inicialmente tiveram uma feud com Taka Michinoku derrotando este com o seu parceiro Justin Bradshaw num 3-2 handicap match no Over the Edge 98. Mais tarde Taka teve a sua desforra no The Headbangers no King of the Ring 1998 em uma six-man tag team match.
Para o espanto de muitos Taka vira heel e se juntou ao grupo de Funaki. Perdendo no Summerslam de 1998, a stable rapidamente se tornou dupla, sobrando apenas Funaki e Taka.
Na Wrestlemania 2000, Funaki participou no combate 15-minutes hadcore battle royal pelo WWF Hardcore Championship. Funaki pinou Víscera depois de um flying shoulder block de Bradshaw sendo ele mais tarde pinado por Rodney. No Unforgiven 2000, Funaki mais uma vez participou em uma hardcore battle royal match quando foi vencido pelo campeão Steve Blackman.
Após Michinoku deixar a WWF, Funaki encontrou-se como um lutador amador e aprovou o artifício do "SmackDown 'S number one announcer", realizando entrevistas nos bastidores entre as lutas, enquanto competia na divisão de cruiserweight da WWF. Os fãs começam a gostar de Funaki e das suas entrevistas de bastidores.
Na Survivor Séries 2001, Funaki participou  numa "Immunity Battle Royal", que foi ganha por Test. Em 2002, a WWF foi renomeada para "WWE" devido a uma acção judicial com o World Wildlife Fund. Funaki foi draftado para a marca da SmackDown. Como parte da SmackDown, Funaki lutou durante a maior parte do tempo no Velocity. No Rebelion de 2002, Funaki derrotou Crash Holly. No Vengeance 2003, Funaki participou na APA Invitational Bar Room Brawl, que foi ganho por Bradshaw.

#### Divisão Cruiserweight (2003-2008)
Funaki começou na divisão cruiserweight em 2003. Na edição da Smackdown de 4 de março de 2004, Funaki perdeu para oWWE Cruiserweight Champion, Chavo Guerrero num combate onde o título não estava em jogo. Na edição de 11 de março, Funaki participou  num 8-man cruiserweight tag team match, tendo como parceiros Rey Mysterio, Ultimo Dragon e Billy Kidman contra Tajiri, Akio, Sakoda e Jamie Noble. Na WrestleMania XX, Funaki participou num combate onde se vencesse lutaria com o WWE Cruiserweight Championship, Não o conseguio, perdendo para seu rival Jamie Noble .
Sem desistir do título, na edição da SmackDown dia 9 de Dezembro, Funaki ganha um combate cruiserweight Over the Top Rope #1 Contender's Battle Royal, que contavam  com  presenças de Chavo Guerrero, Paul London, Billy Kidman, Akio, Shannon Moore e Nunzio. No Armageddon 2004, Funaki vence Spike Dudley, campeão nessa altura, tornando-se pela primeira vez WWE Cruiserweight Championship. Funaki chegou a defender o título então, para Spike Dudley, Akio, Nunzio e Chavo Guerrero.
Foi mesmo contra este último wrestler que Funaki viria a perder seu título num Six-Man Cruiserweight Open Match, no No Way Out 2005. Depois deste acontecimento, Funaki começou a trabalhar como "amador", voltando apenas a aparecer nos shows em finais de 2005. Durante uma edição da SmackDown, uma entrevista com o Cruiserweight Champion da época, Kid Kash Funaki interferiu na sua entrevista aplicando-lhe um Brainbuster.
Durante o Royal Rumble 2006, Funaki enfrentou Kid Kash e mais quatro oponentes, em um Cruiserweight Open, pelo WWE Cruiserweight Champion. Funaki acabou perdendo a luta, quando foi pinado por Gregory Helms, o mesmo lutador que acabou vencendo a luta, e levando o título.
No No Way Out 2006, tentou novamente a sua sorte mas sem resultado.
Após isso, Funaki começou a competir juntamente com Scotty 2 Hotty, em vários episódios do Velocity e da SmackDown, contudo, durante uma gravação Funaky sofre uma grave lesão, que o deixou inconsciente por quase dois minutos. Funaki voltou a lutar apenas no fim de 2006, formando novamente uma tag team com Scotty 2 Hotty.
No "No Way Out" de 2007, Funaki volta a participar na divisão dos pesos médios, consegue um combate com o campeão mas é derrotado por pinfall.
No Great AmericanBash 2007 participou da luta pelo título, que acabou nas mãos de Hornswoggle.  Em Dezembro, na Smackdown, ele luta contra Edge perdendo facilmente. Uma outra aparição na TV, foi a 4 de Janeiro de 2008, num Beat The Clock match, o que tivesse uma vitória em menos tempo, ganharia uma chance para lutar pelo título dos pesos pesados na Royal Rumble. Perdeu para Chavo Guerrero.

#### Kung Fu Naki (2008-2010)
Após ter sofrido um lesão contra Vladimir Kozlov, Funaki, volta aos ringues a 10 de Outubro de 2008, revelando seu nome completo, (kayfabe) "Kung Fu Naki", gerando assim uma gimmick com novo visual a ele. Seu primeiro combate (tag team match) foi contra Shelton Benjamin e Montel Vontavious Porter vencendo-os com um pinfall após o Daniel Sam Kick sua nova finalização.
Na edição de 5 de Dezembro de 2008, Kung Fu Naki perdeu para Edge numa bela luta. Durante esse combate,  quase venceu depois de um Tornado DDT e um The Crane Kick. Funaki foi demitido da WWE em 22 de abril de 2010.

## No wrestling
- Em Funaki
  - Finalizações 
    - Rising Sun[2] (Tornado DDT)[1][25]

  - Ataques Secundários
    - Diving crossbody[25]
    - Diving somersault cutter[1]
    - Enzuigiri[1][25]
    - Fisherman buster[1]
    - Front dropkick[26]
    - Jumping one–handed bulldog[27]
    - Legsweep[25]
    - Reverse DDT[1]
- Em Kung Fu Naki
  - Finalizações
    - Crane kick[28]

  - Ataques Secundários
    - Diving overhead chop[29]
    - Multiple karate chops[30]
    - Spin kick[29]
    - Tornado DDT[30]

## Títulos
- Texas Wrestling Alliance
  - TWA Heavyweight Championship (1 vez)[31]
- Universal Wrestling Association
  - UWA World Middleweight Championship (1 vez)[32]
- WWE
  - WWE Cruiserweight Championship (1 vez)[3]
  - WWF Hardcore Championship (1 vez)[4]